# Pedro Molina (Mendoza)
Pedro Molina es una localidad ubicada en el departamento Guaymallén de la provincia de Mendoza, Argentina
Cabe destacar que la ciudad de Mendoza, fundada el 2 de marzo de 1561 por Pedro del Castillo tuvo su emplazamiento inicial en éste distrito, en el barrio conocido como La Media Luna, en las cercanías del actual Centro Cultural Armando Tejada Gómez.

## Historia
La historia del distrito comienza con el nombre de "Media Luna", que es el nombre que se le dio al paraje existente en el distrito de Pedro Molina de Guaymallén, en razón del curso del Canal Zanjón produce allí un semicírculo semejante a una media luna. En dicho lugar existió con anterioridad a la fundación de la ciudad de Mendoza el llamado por los indios huarpes El Pucará de Caubabanete, especie de construcción o fortaleza que los naturales decían habían sido construidos por la expedición del imperio Incaica, y parece que “Caubabanete” era el nombre del cacique general de aquellas épocas. Allí se alojó el 2 de mayo de 1561 el capitán Don Pedro del Castillo con su expedición al valle de Huentata, días antes de fundar la ciudad de Mendoza; a cuyo Pucará el capitán Pedro del Castillo lo denominó en uno de sus escritos con el nombre de Los Paredones.

## Geografía

### Población
Con 10,132 habitantes (Indec, 2010), forma parte del componente Guaymallén del área metropolitana del Gran Mendoza.

### Límites
Limita al norte con el distrito El Bermejo, del que lo separa la avenida Mathus Hoyos, también denominado Almirante Brown o ruta provincial N.º 24. Al oeste está separado de Las Heras y departamento Capital por el Canal Cacique Guaymallén, el que está acompañado por la Avenido Gobernador Videla, popularmente conocida como Costanera. Al sur limita con el distrito de San José (calle Correa Saa); y al este con el distrito de Belgrano (avenida Mitre). 

### Sismicidad
La sismicidad del área de Cuyo (centro oeste de Argentina) es frecuente y de intensidad muy alta, con un silencio sísmico de terremotos medios a graves cada 20 años.
- Sismo de 1861: aunque dicha actividad geológica catastrófica ocurre desde épocas prehistóricas, el terremoto del 20 de marzo de 1861 (164 años), con 12 000 muertes,[2] señaló un hito importante dentro de la historia de eventos sísmicos argentinos ya que fue el más fuerte registrado y documentado en el país. A partir del mismo los sucesivos gobiernos mendocinos y municipales han ido extremando cuidados y restringiendo los códigos de construcción.[1] Con el terremoto de San Juan del 15 de enero de 1944 (81 años) los gobiernos tomaron estado de la enorme gravedad crónica de sismos de la región.
- Sismo de 1920: de 6,8 de intensidad, destruyó parte de sus edificaciones y abrió numerosas grietas en la zona. Hubo 250 muertes por destrucción de casas de adobe[2][1]
- Sismo del sur de Mendoza de 1929: muy grave, y al no haber desarrollado ninguna medida preventiva, a pesar de haber transcurrido solo nueve años del anterior, mató a 30 habitantes por la caída de casas de adobe[1]
- Sismo de 1985: fue otro episodio grave,[3] de 9 s de duración, derrumbando el viejo Hospital del Carmen de Godoy Cruz.

## Casco histórico
Pedro Molina se encuentra en el corazón del casco histórico de la ciudad antigua de Mendoza, con una arquitectura colonial en las fachadas de sus viviendas.
- Museo 'Casona Molina Pico' de 1783
- 1.er cine mendocino Cine Recreo, remodelado y convertido en el centro cultural Armando Tejada Gómez. Este poeta de fama internacional, como el folklorista “Hilario Cuadros”, fueron aportes importantes que dio este terruño. El casco histórico de Pedro Molina está ligado a la fundación de la ciudad primigenia de Mendoza.

## Personalidades

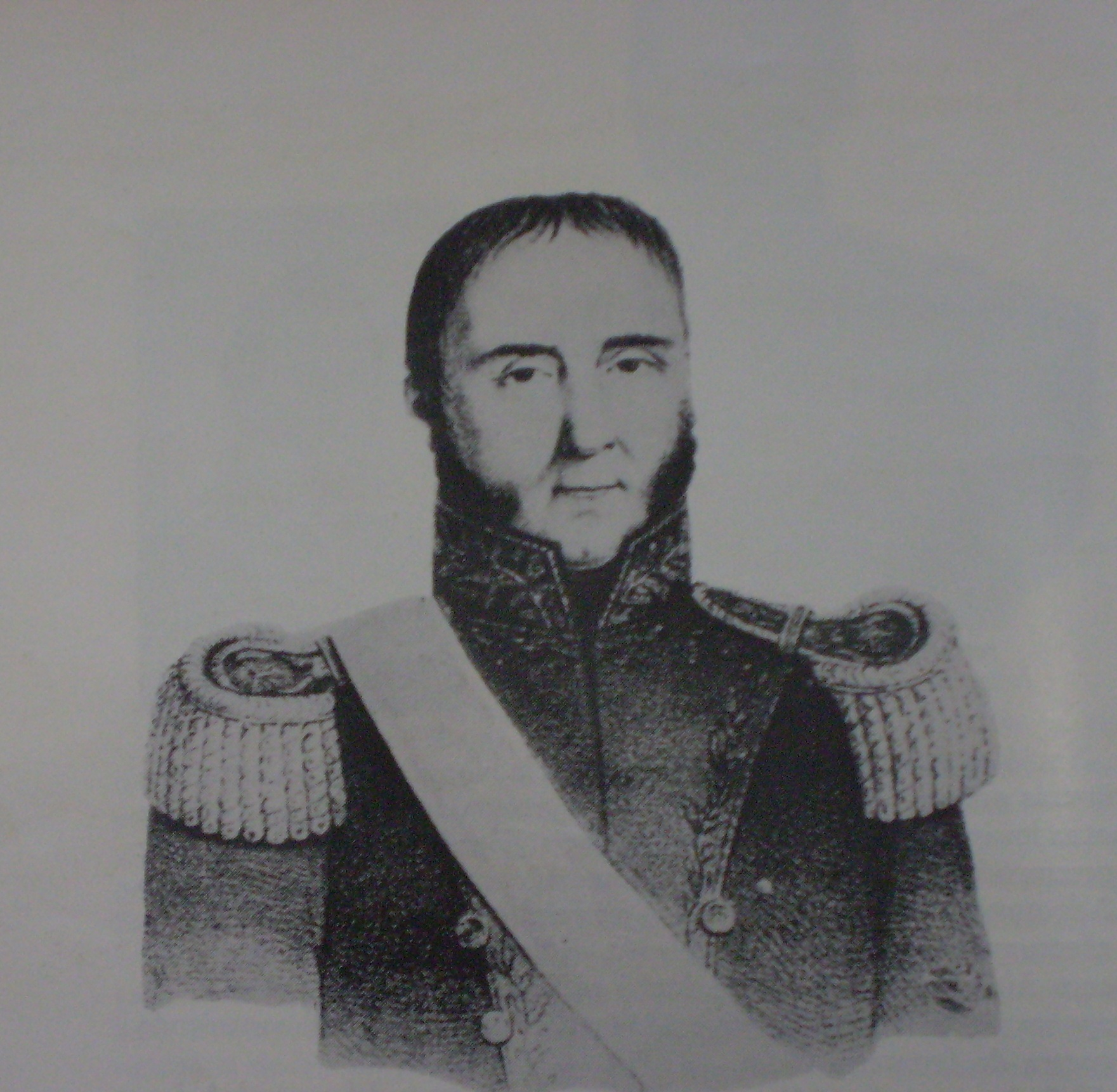
Pedro Molina.

- Armando Tejada Gómez, poeta, escritor y folclorista.
- Hilario Cuadros, folclorista
- Pedro Molina, gobernador mendocino en cuatro oportunidades.